# Klazienaveen-Noord
Klazienaveen-Noord, de son nom initial Smeulveen, est un hameau situé dans la commune néerlandaise d'Emmen, dans la province de Drenthe. Le 1er janvier 2005, la localité comptait environ 200 habitants.